# Fimbristylis tenera
Fimbristylis tenera är en halvgräsart som beskrevs av Schult.. Fimbristylis tenera ingår i släktet Fimbristylis och familjen halvgräs. Inga underarter finns listade i Catalogue of Life.